# Poposauridae
Poposauridae é uma família de arcossauros carnívoros de grandes dimensões (cerca de 2,5 a 5 metros de comprimento) que viveram ao lado dos dinossauros durante o final do Triássico. Poposaurídeos são conhecidos a partir de restos fósseis da América do Norte e América do Sul. Originalmente acreditava-se que eram dinossauros terópodes (que espelhou os terópodes em vários aspectos, tais como as características do crânio e locomoção bípede), mas a análise cladística tem mostrado que eles são mais relacionados com os crocodilos.
Uma primeira análise cladística dos arcossauros crocodilos incluem Poposaurus, Postosuchus, Teratosaurus e Bromsgroveia dentro de Poposauridae.  Estudos posteriores demonstraram que Teratosaurus  é um Rauisuchidae. Todas as análises filogenéticas recentes mostram  Postosuchus tanto como um Rauisuchidae ou um Prestosuchidae.

## Gêneros
| Gênero             | Status        | Idade              | Local             | Descrição              | Imagem |
| ------------------ | ------------- | ------------------ | ----------------- | ---------------------- | ------ |
| - †Dolichobrachium | Nomen dubium. | Triássico Superior | America do norte  |                        |        |
| - †Lythrosuchus    | sinônimo.     |                    |                   | sinônimo do Poposaurus |        |
| - †Poposaurus      | Valid.        | Triássico Superior | America do norte. |                        |        |